# أندرو دوز
أندرو دوز هو عازف كمان كندي، ولد في 7 فبراير 1940.

## وصلات خارجية
- أندرو دوز على موقع IMDb (الإنجليزية)
- أندرو دوز على موقع ميوزك برينز (الإنجليزية)
- أندرو دوز على موقع أول ميوزيك (الإنجليزية)
- أندرو دوز على موقع ديسكوغز (الإنجليزية)